# Лавров Віталій Олексійович
Віта́лій Олексі́йович Лавро́в — старшина Державної прикордонної служби України.
Станом на березень 2017-го — молодший інспектор прикордонної служби, Луцький прикордонний загін.

## Нагороди
8 серпня 2014 року — за особисту мужність і героїзм, виявлені у захисті державного суверенітету та територіальної цілісності України, вірність військовій присязі під час російсько-української війни, відзначений — нагороджений орденом «За мужність» III ступеня.